# Висус, Рикардо
Рика́рдо Ви́сус Контре́рас (исп. Ricardo Visus Contreras; 24 апреля 2001, Мадрид, Испания) — испанский футболист, защитник клуба «Видзев».

## Клубная карьера
21 октября 2023 года Висус дебютировал за основную команду «Реал Бетиса» в матче Чемпионата Испании против «Хетафе».
12 июля 2024 года перешёл на правах аренды в нидерландский «Алмере Сити». 10 августа дебютировал за клуб в матче Эредивизи против АЗ.